# Khwaja Khawand Mahmud
Khwaja Khawand Mahmud Naqschbandi (persisch خواجه سید خاوند محمود نقشبندی, DMG Ḫwāǧa Sayyid Ḫāwand Maḥmūd-i Naqšbandī; geboren 1563 in Buchara; gestorben 5. November 1642 in Lahore), auch bekannt als Hazrat Ischaan Schah Saheb (persisch حضرت ايشان شاه صاحب, DMG Ḥāżrat-e Īšān Šāh Ṣāḥeb, wörtlich: „Seine Exzellenz (Heiligkeit) Herrscher [und] Meister“) war ein islamischer Gelehrter, Prediger und Sufiheiliger des Naqschbandiordens aus Buchara. Er soll ein Nachkomme des Baha-ud-Din Naqschband, des Gründers und Namensgebers der Naqschbandīya, gewesen sein.

## Biographie
Hazrat Ischaan Saheb ist gemäß der Überlieferung seiner Anhänger in eine Familie sayyidischer Abstammung geboren. Dies bedeutet in der Tradition, dass er Nachkomme des islamischen Propheten Mohammed durch dessen Tochter Fatima und seinen Schwiegersohn ʿAlī ibn Abī Tālib war. Stammbäume sollen nachweisen, dass er in der 29. Generation vom Propheten Mohammed abstammt. Als weitere Ahnen in dieser Linie werden der Gründer des Naqschbandiordens Muhammad Baha´uddin Naqschband, sowie dessen Schwiegersohn Ala´uddin Attar und der elfte Imam der Schiiten Hasan al-ʿAskarī genannt.
In seinen frühen Jahren lernte er den Koran auswendig und studierte islamische Theologie und Jurisprudenz. Nach seiner Graduierung bildete er sich in islamischer Spiritualität bei Khwaja Ishaq Wali Dahbidi fort. Nach einer Legende hat sein Meister ihn mit dem Titel „König der Heiligen“, persisch-arabisch Padschah al-auliyāʾ empfangen.
Von diesem erlangte er Anweisungen bestimmte rituelle Gebete im Qasr-Arifan-Mausoleum seines Ahnen Baha-ud-Din Naqschband in Buchara auszuführen, was seine spirituelle Entwicklung  weit fortschreiten ließ.
Daraufhin bekam er die Anweisung den Ishaqiya-Weg des Naqschbandiordens in Kaschmir und Lahore zu verbreiten, woraufhin Hazrat Ischaan zunächst eine Zentrale, Khanqah, in Kashmir gründete. Dieser Khanqah ist heute als Ziyarat Naqschband Saheb bekannt, das Mausoleum seines Sohnes Moinuddin Naqschband Saheb.
Nachdem er den Ishaqiyya-Naqschbandi-Weg in Kaschmir verbreitet hatte, führte er seine Predigten im Raum Lahore fort. Dort gründete er seinen letzten Khanqah in Mehmoodabad, wo er den Naqschbandi-Weg in Lahore verbreitete. Dieser Khanqah ist heute bekannt als das Mazar Hazrat Ischaan, das Mausoleum des Hazrat Ischaan und seiner drei Nachkommen und Nachfolger.